# BS 1363

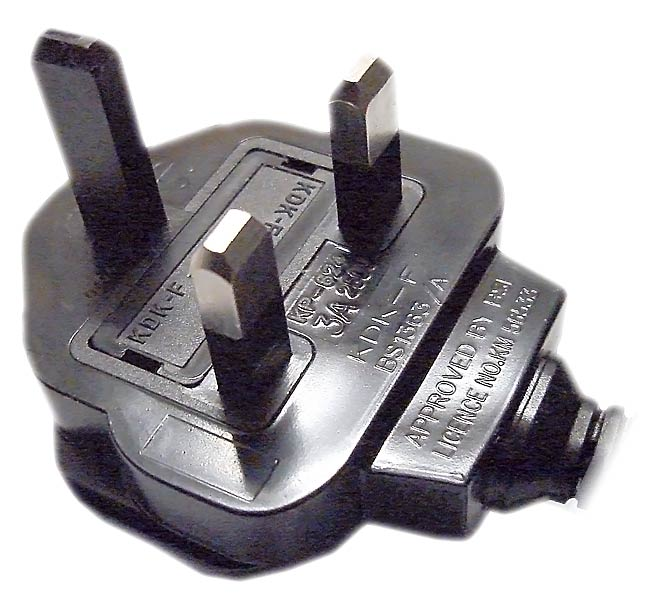
Enchufe BS 1363.

BS 1363 es un estándar británico que especifica el tipo más común de enchufe y toma de corriente que se usa en el Reino Unido. Las características distintivas del sistema son los cierres en los huecos de la toma de corriente tanto entre la fase y neutro como la toma a tierra, y la existencia de un fusible en la clavija. Ha sido adoptado en algunas de las antiguas colonias británicas; Irlanda, Hong Kong, Malasia y Singapur. La norma BS 1363 fue instaurada en 1947 como uno de los nuevos estándares de cableado eléctrico en el Reino Unido usados para la reconstrucción tras la guerra. El enchufe y toma de corriente sustituyen al sistema BS 546, el cual todavía funciona en viejas instalaciones y para aplicaciones especiales.